# Operacioni pojačavač tipa 741
Operacioni pojačivači predstavljaju vjerovatno najrasprostranjeniju vrstu integrisanih kola koja se koriste u elektronici. Veoma su jeftini, imajući u vidu činjenicu da u prosjeku sadrže nekoliko stotina elektronskih komponenti. Operacioni pojačavač koji se vjerovatno najviše koristi, u širokom dijapazonu elektronskih kola različitih vrsta i namjena - jeste pojačavač tipa 741.

## Osnovne informacije
Operacioni pojačavač tipa 741 jeste bazični model pojačavača koji se koristi u dizajniranju elektronskih kola sa najrazličitijim namjenama. Veliki broj proizvođača elektronskih komponenti i dan danas proizvodi različite vrste operacionih pojačivača čije su karakteristike slične ili približne onima koje ima 741 - ali samo ime 741 ostaje neka vrsta „trademarka“ - oznake po kojoj se prepoznaju svi drugi operacioni pojačivači. Veliki broj onih koji se profesionalno bave elektronikom ili su zaljubljenici u nju imaju običaj da kažu da je pojačavač tipa 741 - „kum svih operacionih pojačavača“.
Zbog čega je to tako? Veliki broj modela operacionih pojačivača koji su dizajnirani zadnjih decenija imaju mnogo bolje karakteristike - u pogledu brzine, manjeg šuma, itd. Međutim, on i dalje predstavlja sklop koji je veoma praktičan za rešavanje velikog broja različitih vrsta problema u analognoj elektronici. Jedna od njegovih najboljih karakteristika leži u činjenici da mu je prilikom dizajniranja frekventni odziv „vezan“ i iskontrolisan tako da u najvećem broju slučajeva i pod različitim okolnostima neće doći do neželjenih oscilacija. Takođe, veoma je praktičan i lak za upotrebu.

## Istorija
Prvi operacioni pojačivači se u teorijskim razmatranjima kao termin pominju 1943. godine, u jednom istraživačkom radu Istraživačkog Odjeljenja Savjeta za Nacionalnu Bezbjednost Sjedinjenih Država. Tek nekih 20 godina kasnije - 1963. godine, su proizvedene prve serije stabilnih modularnih operacionih pojačivača. Prvi pravi stabilni monolitski pojačivači se pojavljuju te godine - i iako su imali veliki broj nedostataka - prije svega male napone napajanja (u rangu od -6 do 12 V), kao i tendenciju da pregorijevaju svaki put kada bi bili kratko spojeni - oni su bili najbolji koje je tadašnja tehnika imala da ponudi. Pravljeni su od samo 9 tranzistora, i prodavani su za nekih 300$ - što im je prozvodnju i upotrebu ograničavalo samo na potrebe vojske Sjedinjenih Država.
Sredinom 60ih godina, nakon što je firma National Semiconductor izbacila u upotrebu revolucionarni pojačavač tipa LM101 (kojim je napokon postignuto zadovoljavajuće veliko pojačanje, do 160.000 puta) - firma Fairchild Semiconductors u maju 1968. prezentuje pojačavač tipa uA741. On se nije mnogo razlikovao od LM101 - ali je imao neke karakteristike koje su ga izdvajale - izuzetnu temperaturnu stabilnost, veliko pojačanje, kao i dobru zaštitu od kratkog spoja u kolu.
Već 1969. godine, operacioni pojačavači rađeni na bazi tranzistora su se na tržištu nabavljali za samo par dolara.

## Izvedba i karakteristike
Operacioni pojačavač tipa 741 se najčešće realizuje u 8-pinskoj DIL (engl. Dual In Line) konzoli (kutiji). Ovakva izvedba se kasnije pokazala toliko popularnom, kako kod proizvođača tako i kod korisnika, da je većina proizvođača koji su realizovali konkurentske klase pojačavača prihvatila ovakvu konzolu za svoje modele, i upravo ovakav raspored pinova. Danas postoji velika familija klase 741 pojačavača koje proizvode različiti proizvođači, i koji po pravilu uvijek imaju brojke „741“ negdje u imenu.
U manjoj upotrebi je i 14-pinski 741 pojačavač. Raspored pinova, kao i tabelu za šta koji pin služi, možete pogledati na slici:

### Definicije pojedinačnih funkcija operacionog pojačavača tipa 741
- Pin1 - (engl. Offset Null) - Zbog toga što 741 operacioni pojačavač spada u klasu diferancijalnih pojačavača (sa dva ulaza - invertujućim i neinvertujućim) - ulazni offset napon mora biti kontrolisan tako, da minimizuje offset (naponsku razdešenost).
- Pin2 - Invertujući ulaz - sve vrijednosti koje dođu na invertujući ulaz pojačavača, će na izlazu (pin6) biti invertovane.
- Pin3 - Neinvertujući ulaz - svi signali koji dođu na ovaj ulaz pojačavača će biti procesuirani normalno, bez invertovanja.
- Pin4 - (-V), ili Vss - predstavlja terminal negativnog napona napajanja. Raspon operacionih napona za model 741 iznosi od -4,5 V do -18 V, i specificiran je za vrijednosti od -5 do -15 Vdc. Pojačavač će se ponašati na potpuno isti način u ovom rasponu napona napajanja, zadržavajući svoje karakteristike, bez opasnosti da bi se pojačavač mogao pokvariti.
- Pin5 - u vezi sa pinom 1., radi kontrolisanja naponske razdešenosti.
- Pin6 - Izlaz - bitno je napomenuti da će polaritet izlaznog signala biti suprotan ulaznom, ako ulazni signal dovodimo na neinvertujući ulaz pojačavača.
- Pin7 - (V+). ili Vcc - predstavlja terminal pozitivnog napona napajanja. Njegov operacioni naponski raspon ima vrijednosti od 4,5 V (minimum) do 18 V (maksimum). Za vrijednosti napona napajanja od 5 do 15 V pojačavač će funkcionisati bez bojazni da bi moglo doći do gubljenja ili mijenjanja nekih njegovih karakteristika, ili do kvara kada bi pojačavač prestao biti funkcionalan.
- Pin8 - (N/C), što znači "Not Connected" - predstavlja „nulu“, tj. stanje koje govori da na tom pinu nije ništa priključeno. Njegova uloga je tu samo da upotpuni 8-pinsku izvedbu konzole pojačavača.

### Maksimalni parametri pojačavača
| Supply voltage                    | ± 18 Volts      |
| Internal Power Dissipation        | 500 mW          |
| Differential Input Voltage        | ±30 Volt        |
| Input voltage                     | ±15 Volt        |
| Voltage Offset Null/V-            | ±0.5 Volt       |
| Operating Temperature Range       | 0° to +70 °C    |
| Storage Temperature Range         | −65° to +150 °C |
| Lead Temperature, Solder, 60 sec. | 300 °C          |
| Output Short Circuit              | Indefinite      |

Maksimalni parametri (vrijednosti) bilo koje komponente predstavljaju one granične parametre za koje se sa sigurnošću može reći da će ih ta elektronska komponenta istolerisati (tj. funkcionisaće u skladu sa svojom namjenskom funkcijom, bez opasnosti da komponenta pregori, pokvari se, ili izgubi bilo koju od svojih karakteristika). Upravo iz tih karakteristika se vide dobre strane pojačavača 741: izuzetna temperaturna stabilnost, veliki raspon napona na ulazu, veliko naponsko pojačanje na samom pojačavaču, kao i sposobnost pojačavača da se nosi sa eventualnim problemom naponske razdešenosti. U sledećoj tabeli su dati karakteristični maksimalni parametri za pojačavač tipa 741:

## Interna struktura - arhitektura pojačavača tipa 741
Iako dizajn pojedinačnog tipa pojačavača varira kako od modela do modela tako i od proizvođača do proizvođača, svi operacioni pojačivači u suštini imaju istu internu strukturu, koja se sastoji iz tri stepena:
- Diferencijalni pojačavač - koji obezbjeđuje nizak nivo šuma prilikom pojačanja, veliku ulaznu impedansu;
- Naponski pojačavač - koji obezbjeđuje visok nivo naponskog pojačanja, kao i zadovoljavajuću strminu frekvencijske karakteristike pojačavača;
- Izlazni pojačavač - koji obezbjeđuje prenos relativno velikih struja (u kolima sa strujnim generatorom, čija izlazna impedansa teži beskonačnosti, za razliku od naponskih generatora, nisku izlaznu impedansu, kao i zaštitu od kratkog spoja u kolu i limitiranje maksimalne vrijednosti struje.

Kako je pojačavač tipa 741 vjerovatno najkorišćeniji u popularnoj elektronici, i kako su mnogi drugi pojačivači dizajnirani upravo na modelu ovog pojačavača - u teorijskim razmatranjima se kao model za analiziranje unutrašnje strukture pojačavača gotovo uvijek uzima šema modela 741. Na slici je prikazana šema:

### Ulazni stepen
Stanje na ulaznom stepenu se stabilizije korišćenjem sistema negativne povratne sprege sa velikim pojačanjem, čiji su glavni elementi dva strujna ogledala na lijevoj strani prethodne slike, što je oivičeno crvenom bojom na njoj. Glavna svrha ovog sistema negativne povratne sprege - jeste da obezbijedi ulazni diferencijalni stepen stabilnom i kostantnom strujom. Ako dođe do naglog povećanja struja na neinvertujućem i inverujućem ulazu pojačavača (tranzistori Q3 i Q4), tranzistori Q8 i Q9 će „odvući“ struju sa baza T3 i T4, i tako držati struju na ulazu kostantnom.   
Diferencijalni pojačavač je na slici oivičen plavom linijom. Q1 i Q2 preko svojih emitora „prenose“ vrijednosti na ulazu, i zajedno sa Q3 i Q4 obrazuju diferencijalni ulazni stepen. Q3 i Q4 obezbjeđuju naponsko pojačanje za napajanje pojačavača klase A. Diferencijalni pojačavač koji formiraju tranzistori Q1-Q4 napajaju strujno ogledalo od tranzistora Q5-Q7 (aktivni potrošač). Q7 povećava preciznost strujnog ogledala smanjenjem vrijednosti struje signala sa Q3 koja je potrebna da napaja baze Q5 i Q6.

### Pojačavački stepen klase A
Dio slike oivičen magenta bojom predstavlja pojačavački stepen klase A. Strujno ogledalo Q12/Q13 u desnom uglu slike snabdijeva ovaj stepen kostantnom strujom, i to preko kolektora tranzistora Q13, koji je nezavisan od izlaznog napona. Stepen se sastoji od dva NPN tranzistora koja su vezana u Darlingtonov spoj i koristi izlazni signal strujnog ogledala za postizanje velike vrijednosti pojačanja. Preko kondezatora od 30 pF se obezbjeđuje frekvencijski-selektivna negativna povratna sprega koja obuhvata pojačavački stepen klase A, sve u svrsi frekvencijske kompenzacije - da bi se stabilizovao pojačavač u kolima sa povratnom spregom. Ova tehnika se zove Millerova kompenzacija, i funkcioniše na način sličan kolu integratora. Ta tehnika se takođe u literaturi naziva i „kompenzacija dominantnog pola“, zato što uvodi dominantni pol (jedan koji će da „zamaskira“ efekte drugih polova) u frekventnom odzivu pojačavača na kom nije zatvorena povratna sprega. Ovaj pol može imati malu vrijednost, i do 10 Hz za pojačavač tipa 741, i obezbjeđuje slabljenje od -3 dB u odzivu sistema bez povratne sprege na ovoj frekvenciji. Ovakva kompenzacija se ostvaruje sa ciljem da se obezbijedi bezuslovna stabilnost pojačavača u kolima sa negativnom povratnom spregom, kod koje su elementi u povratnoj grani ne-reaktivni, a pojačanje kola sa povratnom spregom je jedinično ili veće. Time je korišćenje pojačavača značajno olakšano, jer nije potrebno korišćenje nekog eksternog kompeznacionog sklopa za dobijanje stabilnog pojačanja.

### Kolo izlaznog prednapona
Elementi kola na slici oivičeni zelenom bojom (oslonjeni na tranzistor Q16) predstavljaju pomjerač naponskog nivoa, ili tzv. „gumenu diodu“; tj. jednu vrstu naponskog izvora. U našem kolu Q16 predstavlja kostantan naponski pad između svog kolektora i emitora, bez obzira na vrijednost struje kroz kolo. Imajući stalan naponski pad na tranzistoru bez obzira na strujni nivo, obezbjeđeno je provođenje dva izlazna tranzistora, istovremeno redukujuću neželjenu pojavu tzv. „crossover distorzije“.

### Izlazni stepen
Izlazni stepen pojačavača je na našoj slici obilježen svjetloplavom bojom, i predstavlja pojačavač snage iz klase AB, koji kontrolišu tranzistor Q16 i dva otpornika vezana na njega. Ovaj stepen efikasno napajaju kolektori tranzistora Q13 i Q19. Izlazni stepen pojačanja je otprilike za 1V niži od napona napajanja, što je posljedica uticaja napona Vbe na tranzistorima Q14 i Q20.
Otpornik od 25 Ω u izlaznom stepenu služi da ograniči struju na izlazu, limitirajući struju na emitoru tranzistora Q14 na 25mA, za slučaj tranzistora 741.

## Spoljašnje veze
- Sajt univerziteta Sv. Andreja u Engleskoj
- Sajt sa podacima o komponenata
- Elektronika na popularan način